# Rhododendron rubropilosum
Rhododendron rubropilosum är en ljungväxtart som beskrevs av Bunzo Hayata. Rhododendron rubropilosum ingår i släktet rododendron, och familjen ljungväxter. Utöver nominatformen finns också underarten R. r. grandiflorum.